# Форт Каннінг-гілл
Форт Каннінг-Хілл, колишній Урядовий пагорб, Сінгапурський пагорб і Букіт-Ларанган (Заборонена гора малайською), це невеликий пагорб заввишки 48 метрів в південно-східній частині острівного міста-штату Сінгапур, в межах Центральної області, яка утворює Центральний діловий район Сінгапуру. Незважаючи на невеликий фізичний розмір, він має довгу історію, що переплітається з історією міста-штату завдяки своєму розташуванню як найвищої висоти в декількох хвилинах ходьби від громадського району міста в центрі міста. Це також популярне місце для музичних шоу та концертів. 
З давніх часів малайці називали пагорб Букіт-Ларанган або Заборонений пагорб. Це пов'язано з переконанням, що це місце, де королями був заснований стародавній Сінгапур, і це місце населене духами. Вважається також, що на пагорбі колись стояв палац. Поселення на пагорбі в XIV столітті було названо Пан Цу (від малайського панчура) мандрівником династії Юань Ван Даюаном. Пізніше сер Стемфорд Раффлс побудував там свою резиденцію, яку також використовували інші мешканці та губернатори. Він став відомий як урядовий пагорб, доки не був перейменований у Форт Каннінг в 1861 році, коли на місці був побудований форт. Сьогодні це — розташування водосховища та парку. 

## Історія

### Темасек / Пан Цу

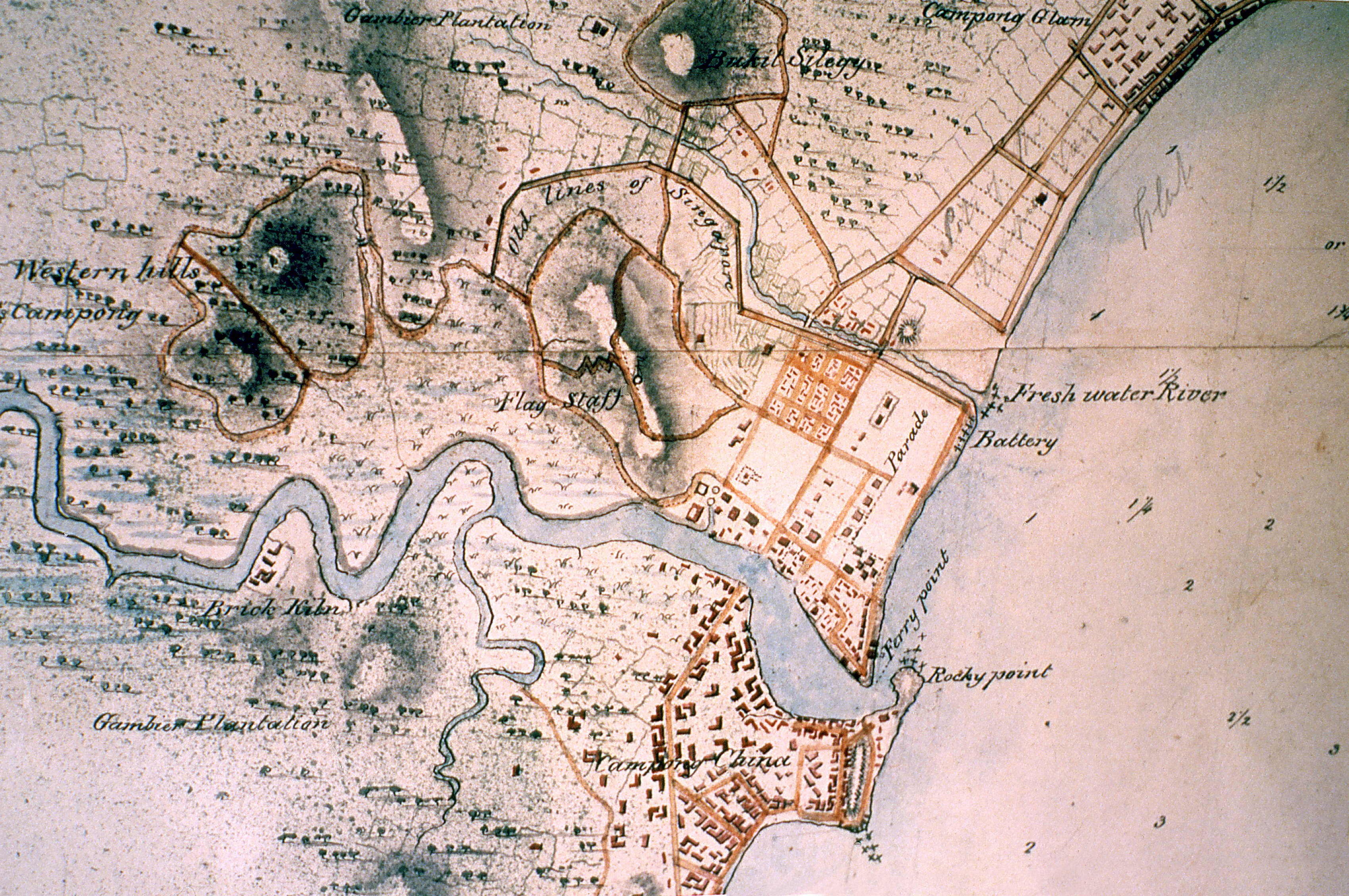
Карта Сінгапуру 1825 року. Територія Форт-Каннінг Хілл була обмежена на півночі руїнами старої стіни, позначеної як Старі лінії Сінгапуру, а на півдні — річкою Сінгапур.

Вважається, що територія Форт-Каннінг Хілл була колись центром стародавнього Сінгапуру, який процвітав в XIV столітті, і була зайнята палацом з різними будівлями політичного, релігійного та комерційного значення. Близько 1330 року китайський мандрівник Ван Даюань відвідав острів Сінгапур, який він назвав Данмакі (Темасек). Ван описав у своїй роботі дві окремі поселення: Лонг Йа Мен і Пан Цу . На відміну від жителів Лонг Йа Мен, які були описані як схильні до піратських дій, народ Пан Цу був описаний як чесний. Говорили, що вони "носять коротке волосся, з тюрбаном з золотистого сатину", і вони також носили червоні тканини і мали лідера.   Були знайдені свідчення про важливість форту Каннінг-Хілл; у 1928 році була знайдена схованка золотих прикрас яванського стилю XIV століття, коли робітники будували водосховище Форт-Каннінг .   Серія археологічних розкопок, що почалася в 1984 році, виявила докази майстерень зі скла та золота, які датуються XIV століттям, а також церемоніальні або релігійні території. 

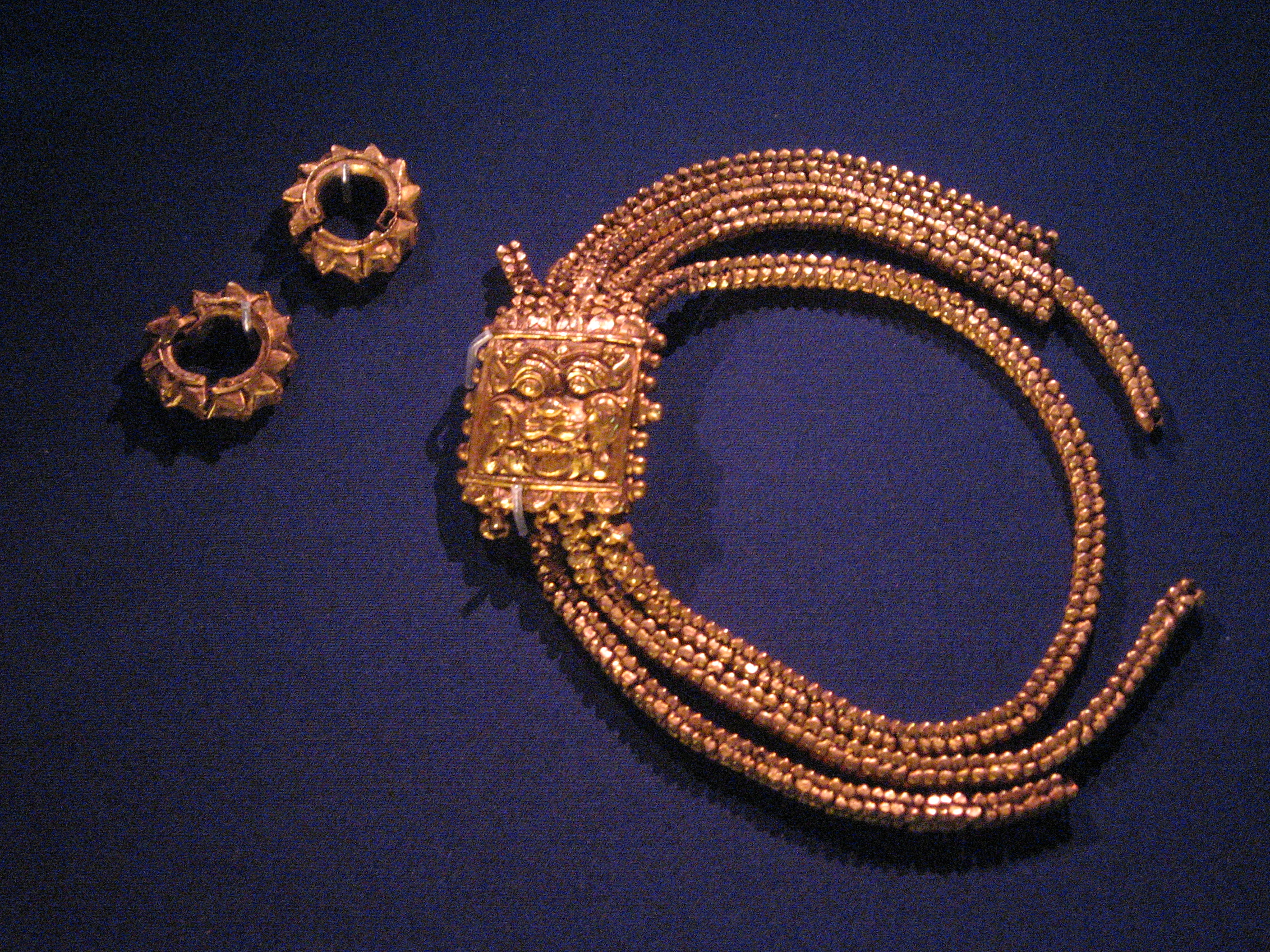
Ювелірні вироби, знайдені на пагорбі Форт-Каннінг, належать до середини XIV століття

Історичні джерела також свідчать про те, що наприкінці XIV століття Сінгапур був атакований або Маджапахітом, або Сіамом, змусивши його правителя Парамешвару перейти до Мелаки, де він заснував Султанат Малакки .  Археологічні дані свідчать про те, що поселення на Форт-Каннінг було покинуто в цей час, хоча невелике поселення продовжувало існувати в Сінгапурі ще протягом деякого часу.  Руїни селища на Форт- Каннінг Хілл були ще помітні на початку XIX століття і описані мешканцем Джоном Кроуфюрдом, який також знайшов вказівку на руїни стародавнього саду, черепок кераміки та китайські монети, найдавніші з яких належать до Династії Сун X століття. 
Пан Цу, ймовірно, є транскрипцією малайського слова pancur, що означає джерело або потік. На західній стороні пагорба існувало джерело, яке називалося pancur larangan або "заборонене джерело". На початку XIX століття, джерело було використане для забезпечення чистою питною водою суден, що зупиняються в порту.

### Ранній колоніальний період

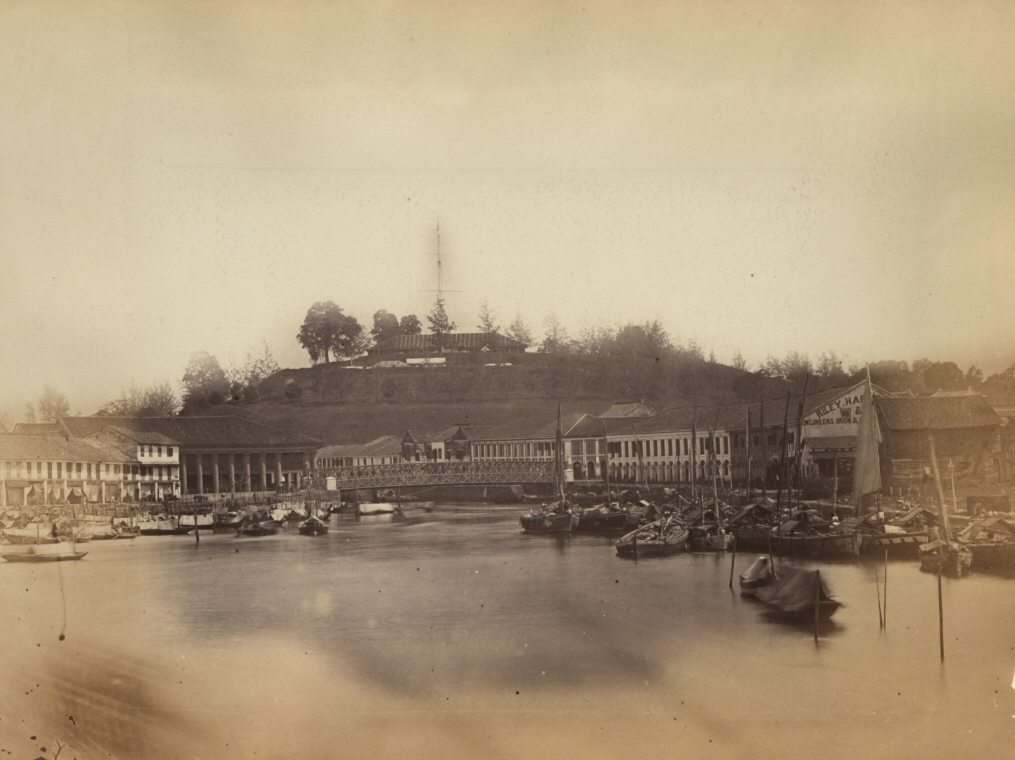
Форт-Каннінгі з річки Сінгапур в кінці XIX століття

6 лютого 1819 року Теменгонг Абдул Рахман і султан Хусейн Шах підписали Сінгапурський договір зі Стемфордом Раффлсом . Майор Вільям Фаркуар, у супроводі кількох малаканських малайців, піднявся на Букіт Ларанган. Фаркуар підняв Юніон Джек на вершині пагорба, відзначаючи народження Сінгапуру як британського поселення. У той же день Раффлс призначив Фаркхура першим резидентом і комендантом Сінгапуру . Перед від'їздом на наступний день, Раффлс залишив Фаркуар набор інструкцій для адміністрації нового британського поселення. Пагорб був пізніше відомий як Сінгапурський. 

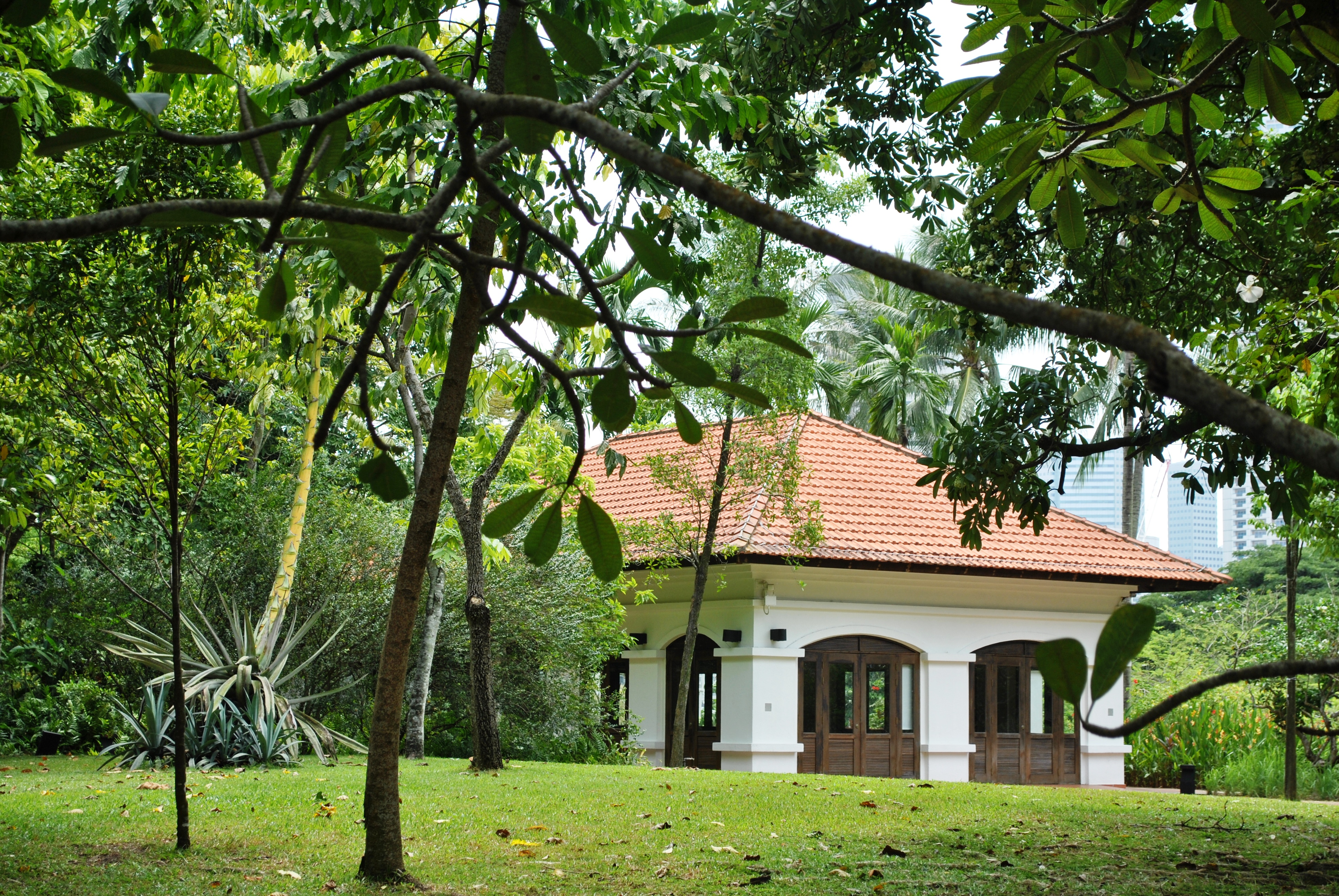
Будинок Стемфорда Раффлса.

У той час, коли Раффлс був на Суматрі, Джордж Драмголд Коулман, чекаючи на повернення, розробив для Раффлса Будинок резиденції для його проживання. Після повернення в жовтні 1822 року, Раффлс схвалив будинок, будівництво якого незабаром було розпочато на Сінгапурському пагорбі в листопаді 1822 р. і завершено до січня 1823 р. 
Раффлс також започаткував перший ботанічний сад Сінгапуру в 1822 році 48 гектарів землі було виділено для експериментального вирощування культур, але експеримент не вдався, і сад був залишений в 1829 році.
Колишня резиденція Раффлса Raffles була розширена і перероблена, згодом використовувалася губернаторами Сінгапуру як будинок уряду, таким чином, місце розташування отримало назву Уродового пагорбу Хілл.  Коли резиденція була зруйнована в 1859 році, щоб звільнити місце для форту, Будинок Уряду був перенесений в будинок в Окслівському маєтку під назвою Павільйон.
2 серпня 1824 року Тенгенгонг Абдул Рахман і Султан Хусейн підписали Договір про дружбу та Альянс з британським урядом на пагорбі.  
На пагорбі існувало християнське кладовище для ранніх європейців в Сінгапурі. Перше християнське кладовище використовувалося до 1822 року і розташовувалося недалеко від будинку Раффлс.  Друге кладовище було розташоване на схилах пагорба Форт-Каннінг і було розширено і освячено в 1834 році. У 1846 році було збудовано цегляну стіну та готичний шлюз капітаном Чарльзом Едвардом Фабером. На місці залишилися два класичні пам'ятники, а також деякі надгробні камені, розміщені вздовж цегляних стін.  Кладовище продовжувало використовуватися до 1865 року. До цього часу близько однієї третини поховань були китайські християни.  У 1970-х роках цвинтар був ексгумований, і багато з збережених надгробків було вбудовано в збережені стіни. 

### Фортифікація та військове використання

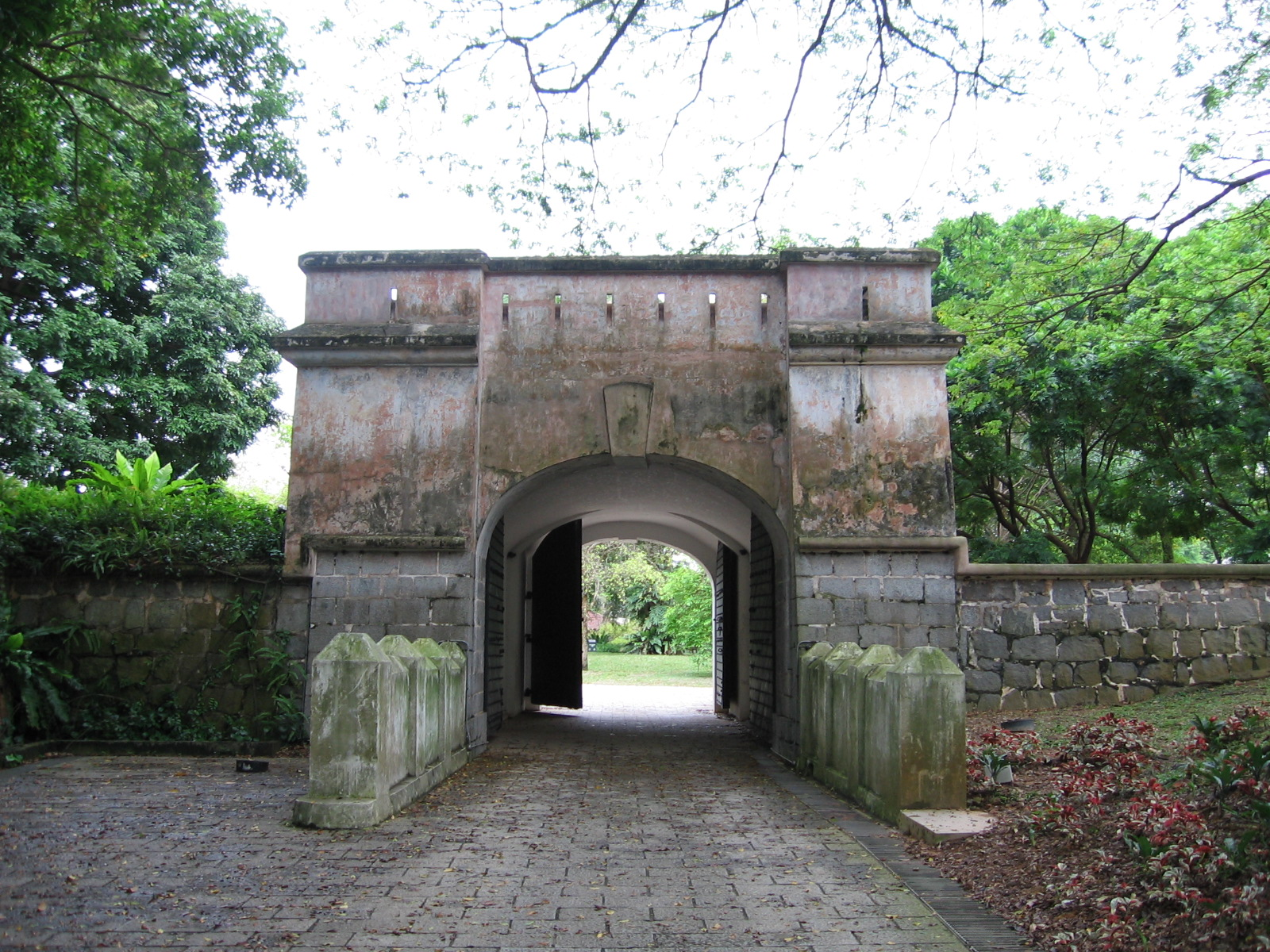
Ворота Форт-Каннінг

До 1859 року відсутність портової оборони призвело до того, що пагорб використовувався для військової ролі. Резиденцію губернатора довелося зруйнувати, натомість був побудований форт, казарми і лікарня. Форт був завершений в 1861 році і був названий на честь Віконта Чарльза Джона Каннінга, який був тоді генерал-губернатором і першим віце-королем Індії . 

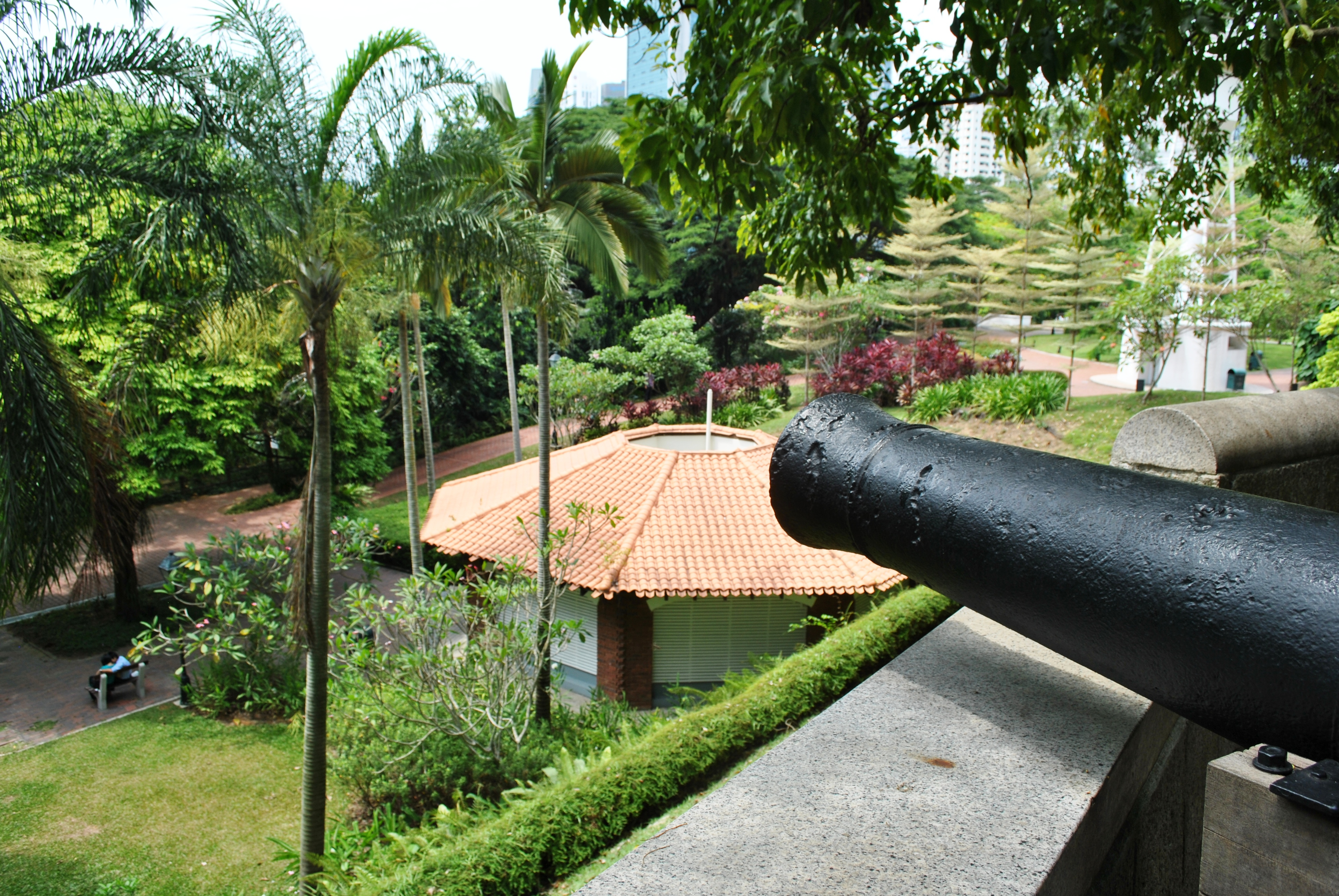
9-фунтова гармата

У 1907 році старий форт був зруйнований, залишилися лише ворота форту та дві дев'ятифутових гармати.  Потім був збудований військовий штаб, відомий як штаб-квартира Малайського командного операційного бункера, з підземними приміщеннями, що служили центром операцій.  Під британською армією вона служила штабом до поширення Другої світової війни в Азіатсько-Тихоокеанському регіоні в 1941 році. Завершений у 1938 році, цей бункер складався з 30 кімнат і мав свій генератор.  15 лютого 1942 року генерал-лейтенант Артур Ернест Персіваль передав японцям Сінгапур. Японці також використовували будівлі над та під землею для своїх військових до кінця окупації в 1945 році, коли британська армія відновила контроль на Сінгапуром. Підземний бункер, довгий час був покинутий, але був знову відкритий 31 січня 1992 року як туристична пам'ятка і тепер відомий як Бойовий бокс.
З того часу, як острів перейшов до самовизначення, англійці передали контроль над фортом сінгапурським військовим в 1963 році. 

### Водосховище Форт-Каннінг
Будівництво водосховища Форт-Каннінг розпочалося в 1927 році і закінчилося в 1929 році. Він був побудований на вершині пагорба на місці колишнього барака і майданчика зруйнованого форту. Під час розкопок для водосховища в 1928 році було знайдено сховище золотих прикрас яванського стилю , що датуються серединою XIV століття. Зараз водосховище охороняється, і доступ до нього обмежений.   

### Національний театр
Національний театр, відомий як Народний театр, був пізніше побудований біля акваріума Ван Клеф на західному схилі пагорба. Театр був офіційно відкритий 8 серпня 1963 року, колись був місцем проведення різних міжнародних виступів, зібрань університетів та мітингів Національного Дня, він був знесений у серпні 1986 року, щоб звільнити сусідню будівельну частину Центрального автостради вздовж проспекту Клемансо. 

## Парк Форт-Каннінг
Цю місцевість, яка раніше використовувалася британськими збройними силами була об'єднана з Ювілейним парком короля Джорджа V. Парк був перейменований 1 листопада 1981 року в Лі Куаном Ю, і перетворений у історичний парк.

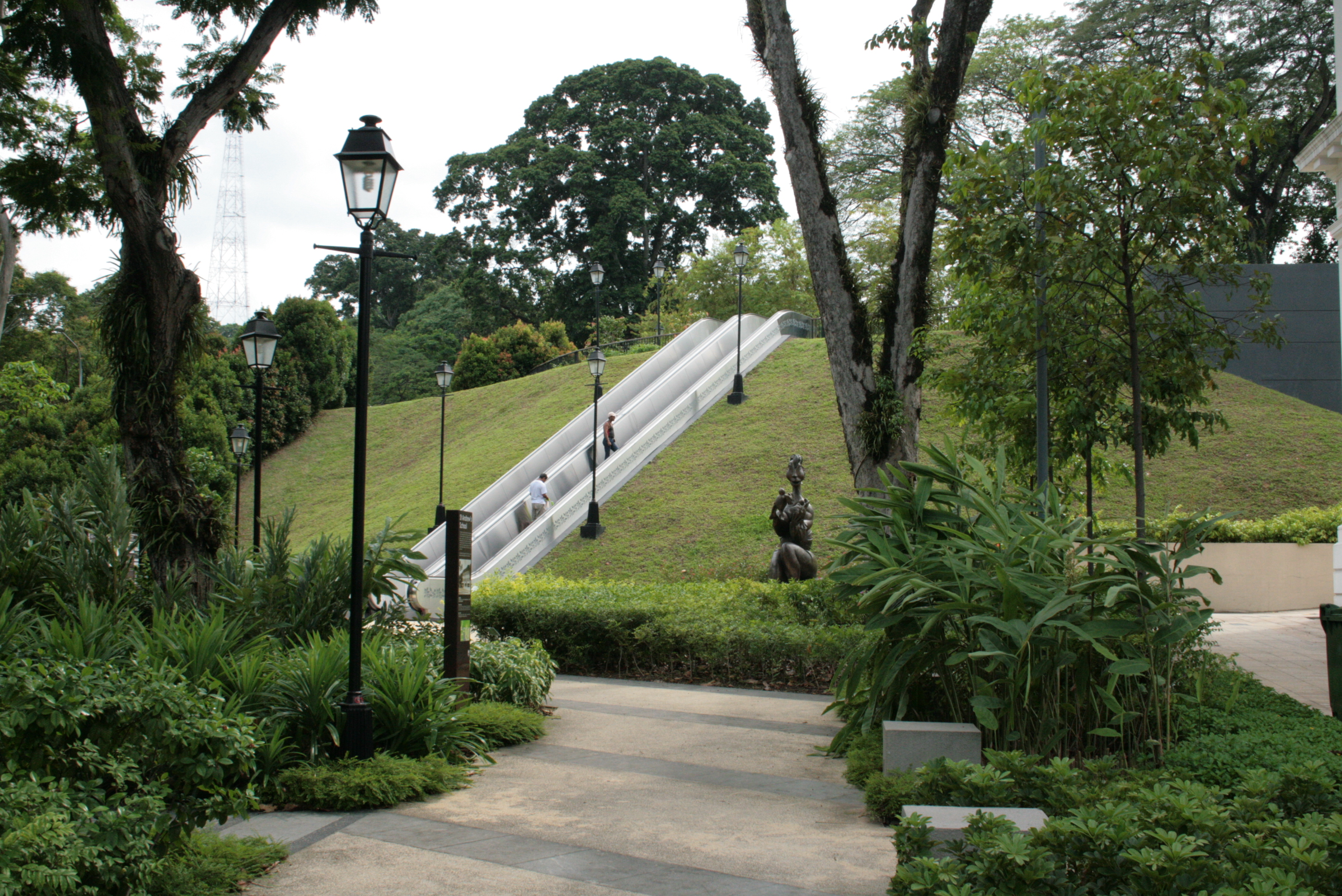
Ескалатор у парку Форт-Каннінг

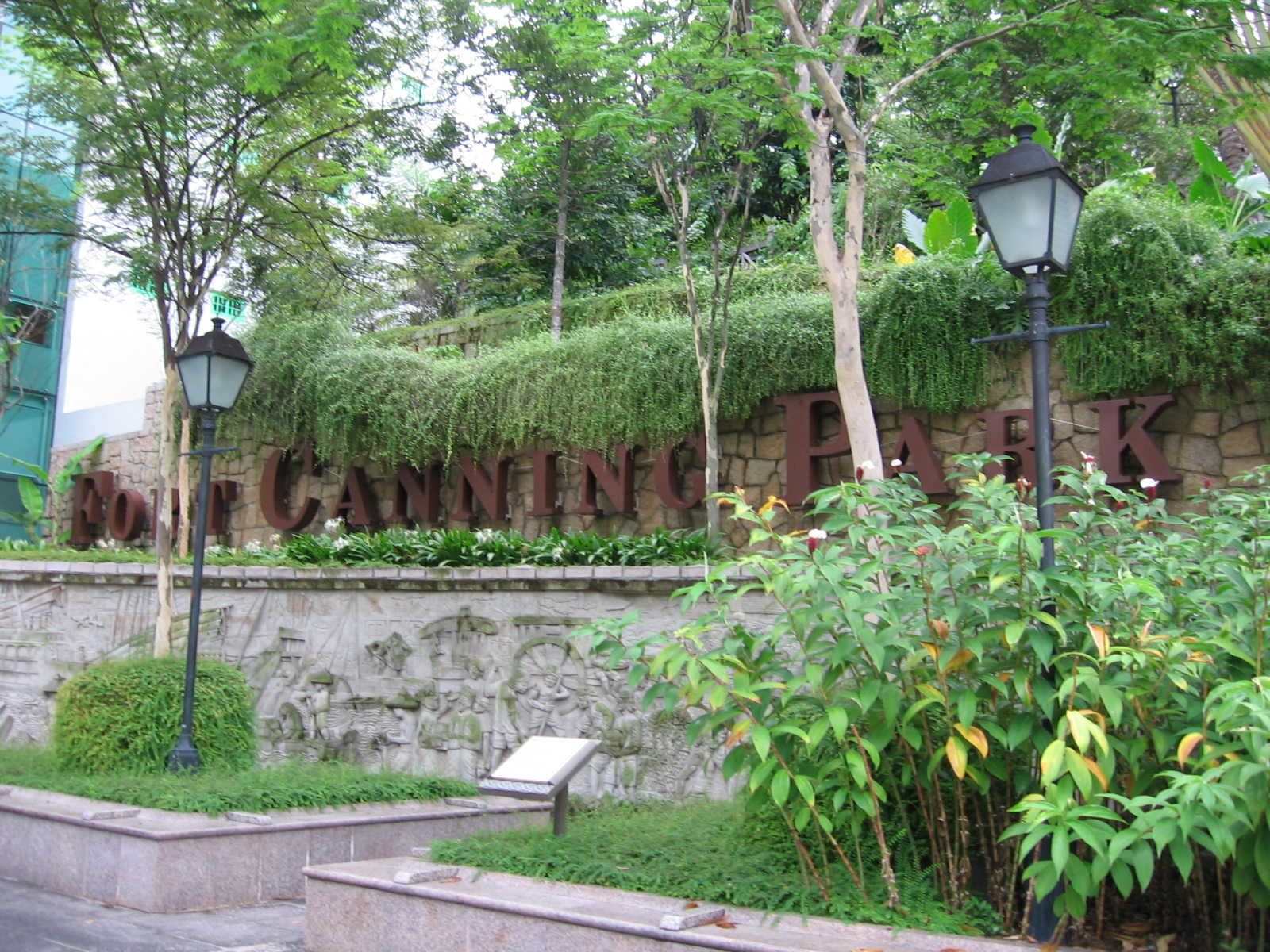
Вхід у Парк Форт-Каннінг на вулиці Хілл

Парк знаходиться в самому центрі цивільного та культурного району Сінгапуру, і зараз він пропонує різноманітні рекреаційні заходи, історичні, освітні, розважальні та культурні враження, а також використовується як місце для урочистих подій.  Унікальне поєднання історичних реліквій, пишної зелені та просторих газонів зробило парк центром культурно- мистецької діяльності. Це було місцем вибору для постановки безлічі подій і заходів на свіжому повітрі, таких як театральні карнавали, мистецькі фестивалі, вистави тощо.  Під парком проходить  тунель Форт-Каннінг. 